# Mihályffy Irén
Mihályffy Irén (Zsombolya, 1882. május 27. – Kolozsvár, 1950. szeptember 5.) erdélyi magyar zenepedagógus, előadóművész.

## Életútja
Tanulmányait a budapesti Zenekedvelők Egyesületénél kezdte, a Zeneművészeti Főiskolán szerzett tanári diplomát. Németországban járt tanulmányúton. Tanított Budapesten a Bellovits-, később a Sztojanovits-féle zeneiskolában, 1928-tól kezdve a Kolozsvári Magyar Zenekonzervatórium tantestületének tagja, majd a Kolozsvári Magyar Zene- és Színművészeti Főiskola tanára. Önálló hangversenyeken és színpadon is fellépett, több alkalommal vezényelte a Magyar Zenekonzervatórium női kórusát. Nyomtatásban megjelent zenepedagógiai dolgozata: Értekezés az énekhangszer kezeléséről és annak épségben tartásáról (Kolozsvár, 1939).